# İlayda Ildır
İlayda Ildır (* 10. Februar 1996 in Istanbul) ist eine türkische Schauspielerin.

## Leben und Karriere
Ildır wurde am 10. Februar 1996 in Istanbul geboren. Sie studierte an der Yeditepe Üniversitesi. Ihr Debüt gab sie 2017 in der Fernsehserie Aşk Laftan Anlamaz. Danach trat sie im selben Jahr in dem Film Bekar Bekir auf. Von 2017 bis 2019 spielte Ildır in der Serie Söz. 
Anschließend bekam sie 2019 in der Serie Sefirin Kızı die Hauptrolle. Zwischen 2022 und 2023 spielte sie in der Serie Yürek Çikmazi mit.

## Filmografie (Auswahl)
- 2017: Aşk Laftan Anlamaz (Fernsehserie, 3 Episoden)
- 2017: Bekar Bekir (Film)
- 2017–2019: Söz (Fernsehserie, 84 Episoden)
- 2019–2021: Sefirin Kızı (Fernsehserie, 52 Episoden)
- 2022–2023: Yürek Çikmazi (Fernsehserie, 10 Episoden)